# Llista de peixos del riu Nil

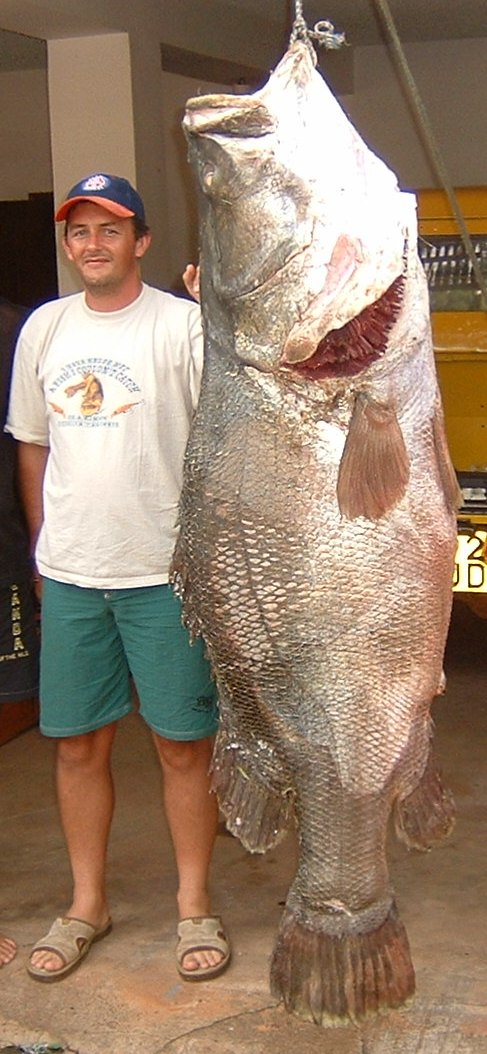
Perca del Nil (Lates niloticus)

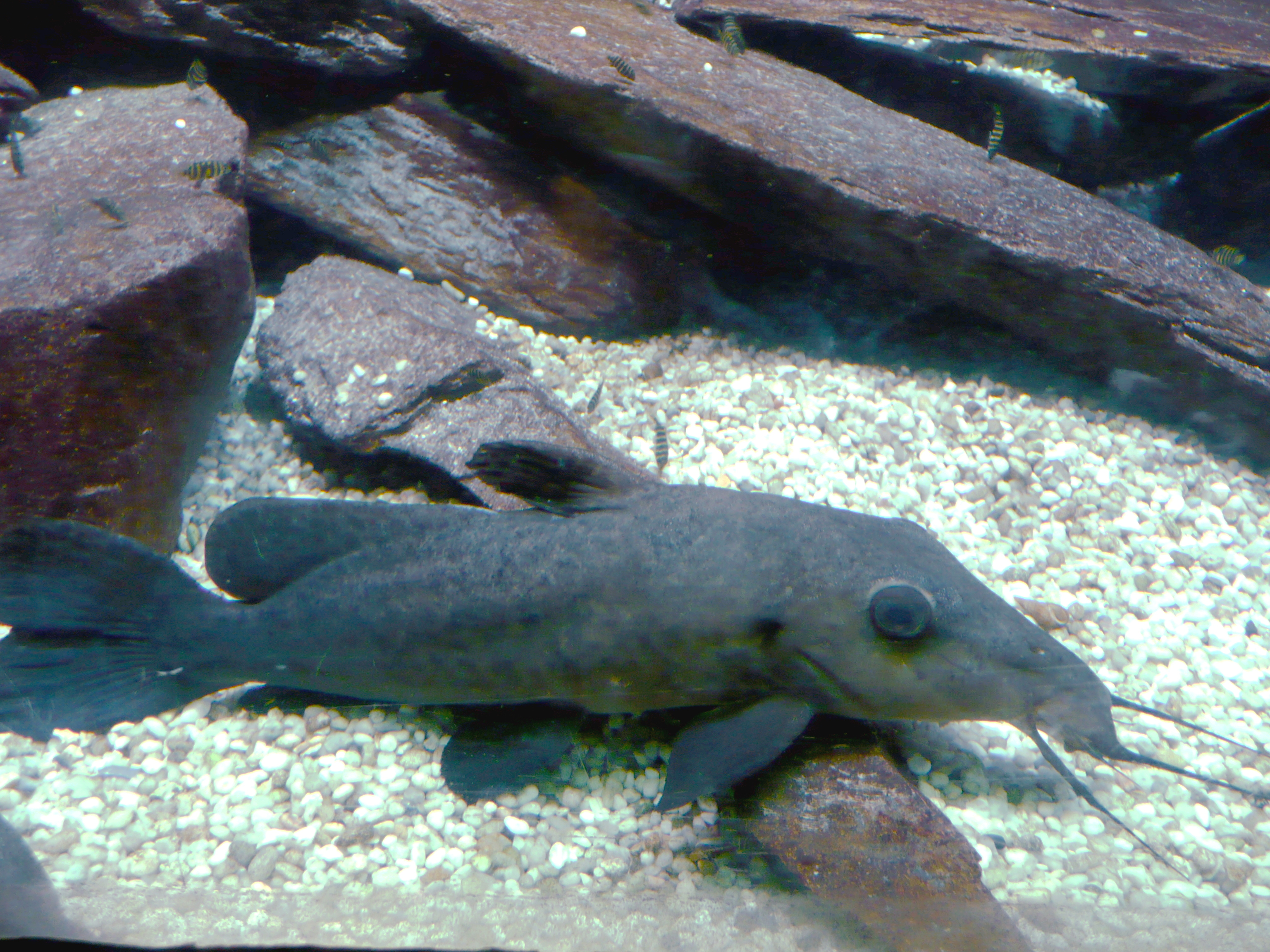
Auchenoglanis occidentalis

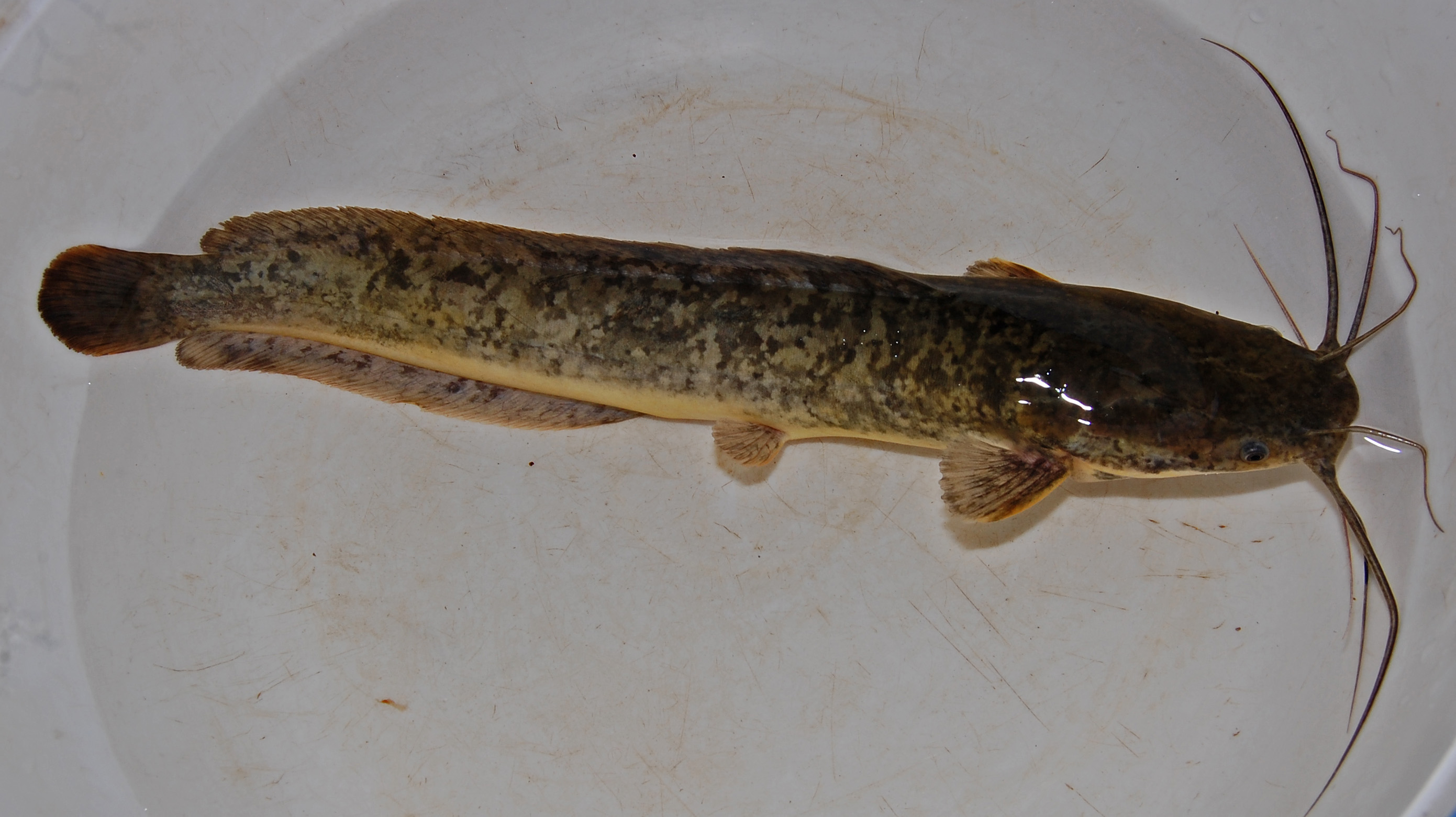
Clarias gariepinus

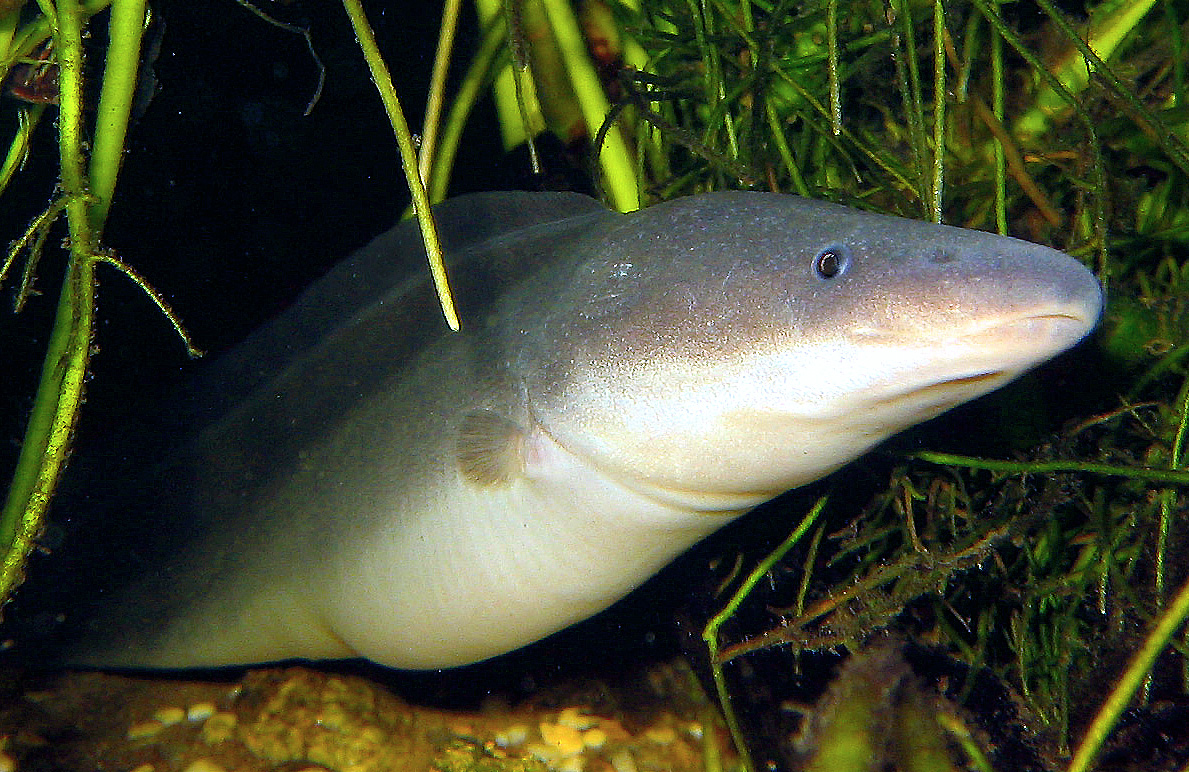
Gymnarchus niloticus

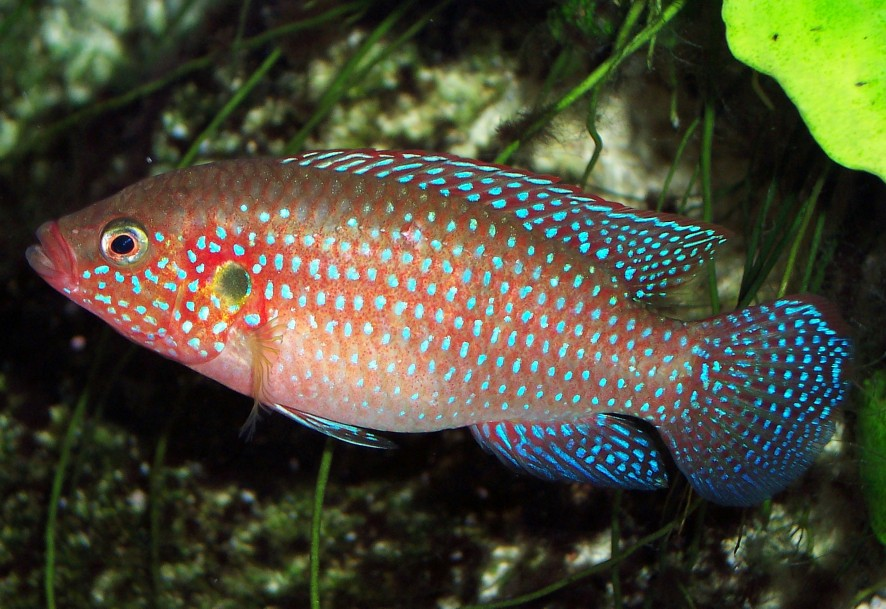
Hemichromis bimaculatus

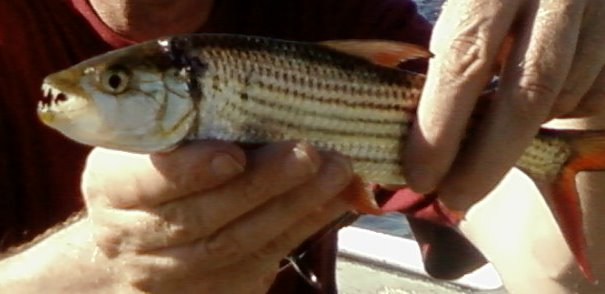
Hydrocynus vittatus

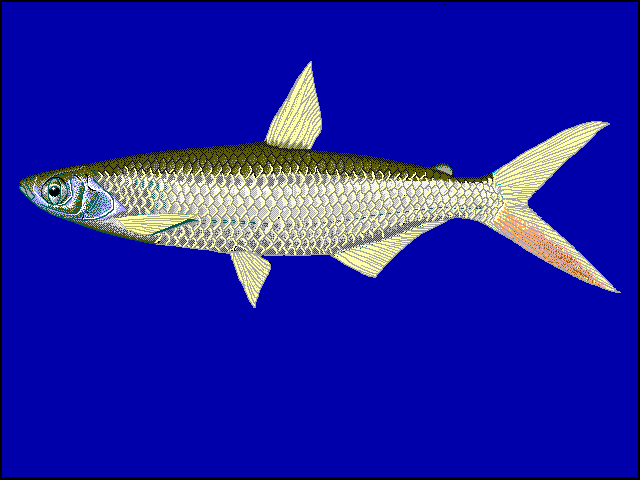
Alestes baremoze

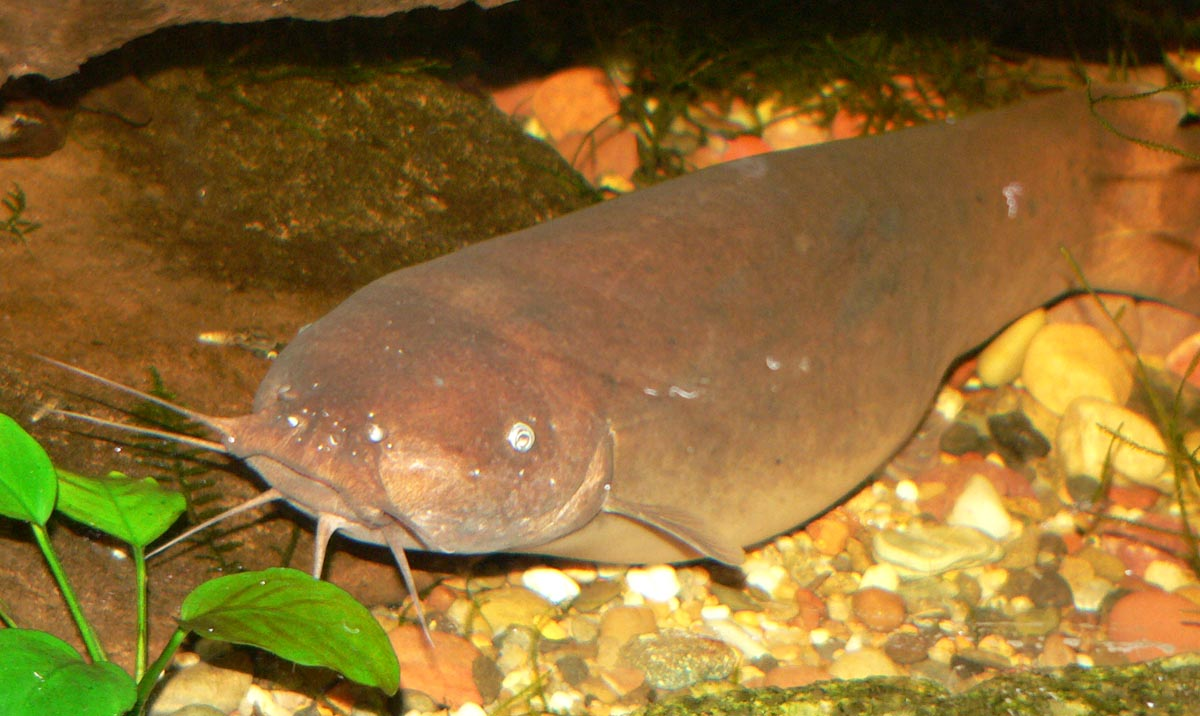
Peix gat elèctric (Malapterurus electricus)

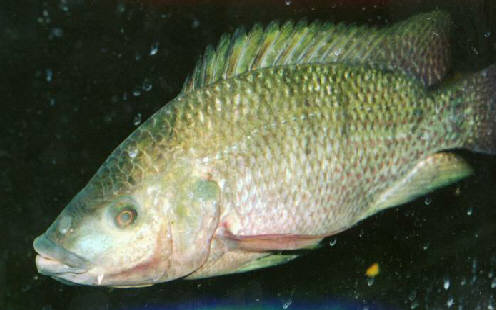
Oreochromis mossambicus

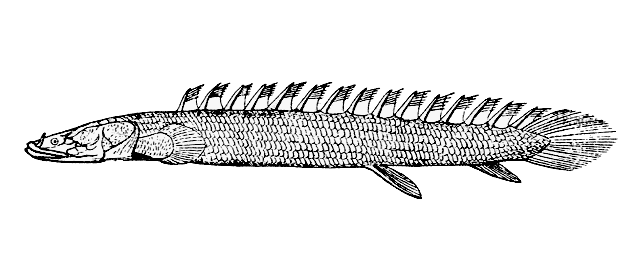
Polypterus bichir bichir

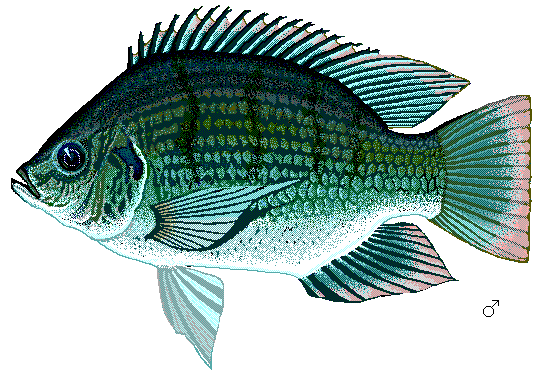
Sarotherodon galilaeus galilaeus

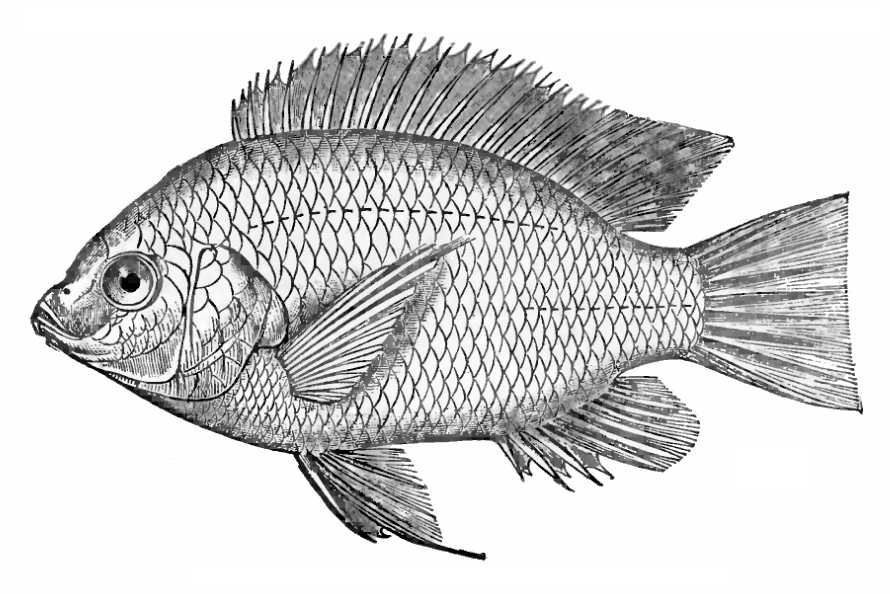
Oreochromis niloticus niloticus

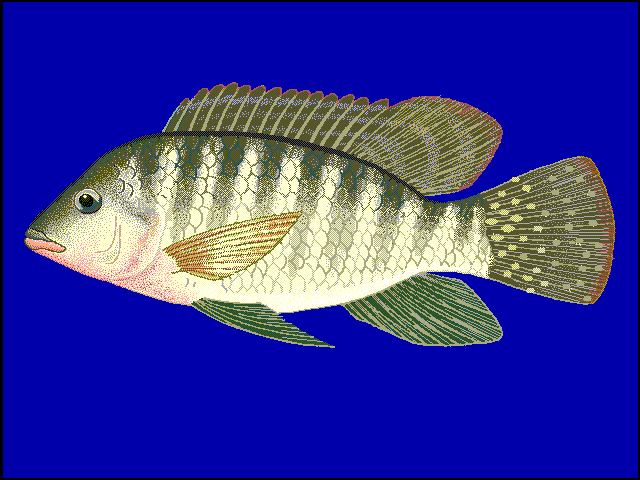
Tilapia zillii

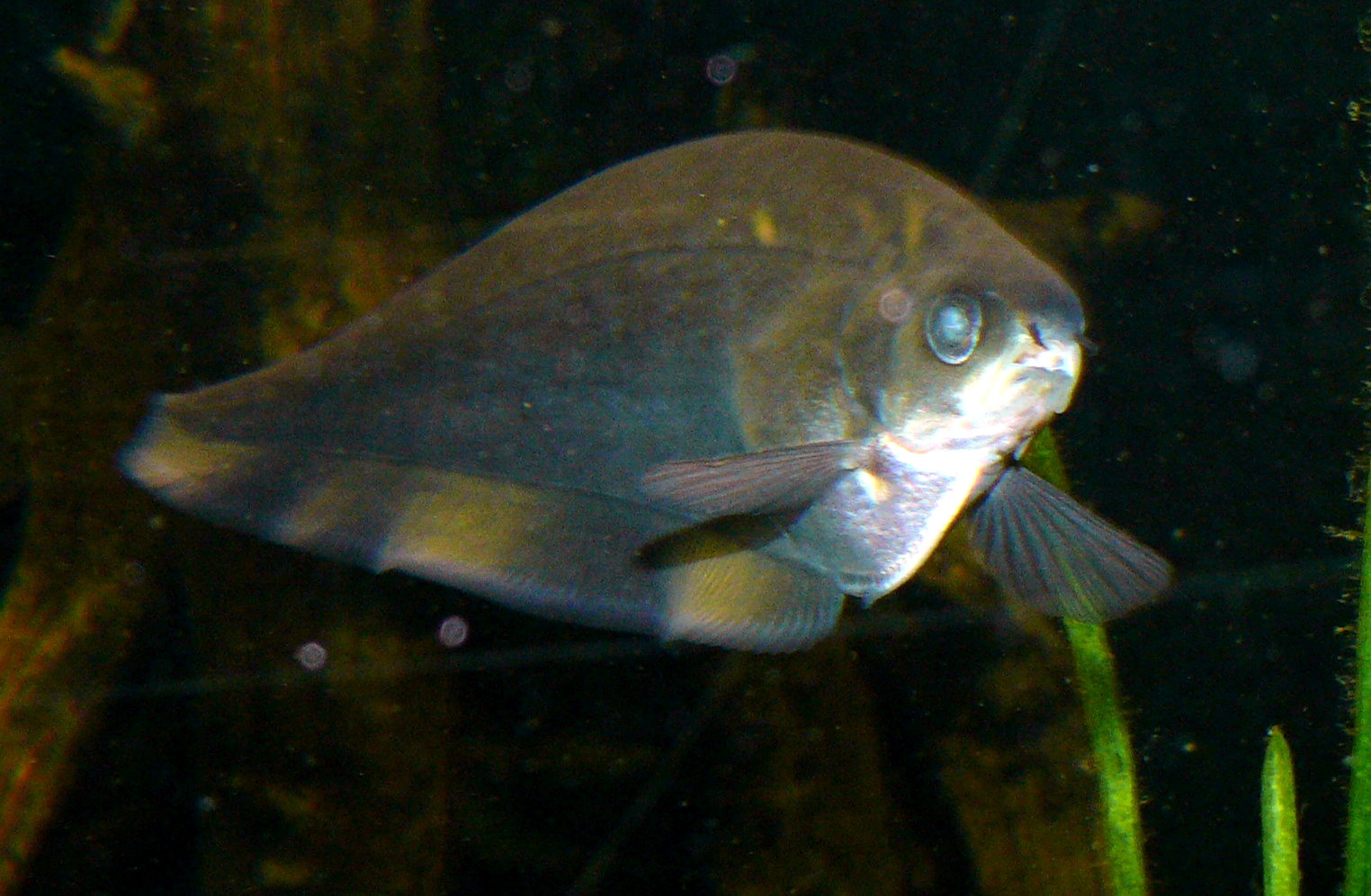
Xenomystus nigri

Aquesta llista de peixos del riu Nil inclou les 123 espècies de peixos que es poden trobar al riu Nil ordenades per l'ordre alfabètic de llur nom científic.

## A
- Alestes baremoze
- Alestes dentex
- Alosa fallax
- Andersonia leptura
- Anguilla anguilla
- Aplocheilichthys hutereaui
- Aplocheilichthys kingii
- Aplocheilichthys loati
- Aplocheilichthys normani
- Auchenoglanis biscutatus
- Auchenoglanis occidentalis

## B
- Bagrus bajad
- Bagrus docmak
- Barbus anema
- Barbus leonensis
- Barbus neglectus
- Barbus nigeriensis
- Barbus perince
- Barbus pumilus
- Barbus stigmatopygus
- Barbus tongaensis
- Barbus yeiensis
- Brienomyrus niger
- Brycinus macrolepidotus
- Brycinus nurse

## C
- Chelaethiops bibie
- Chiloglanis niloticus
- Chrysichthys auratus
- Citharinus citharus citharus
- Citharinus latus
- Clarias anguillaris
- Clarias gariepinus
- Clarias werneri
- Clarotes laticeps
- Cromeria nilotica
- Ctenopoma muriei
- Ctenopoma petherici

## D
- Distichodus brevipinnis
- Distichodus engycephalus
- Distichodus niloticus
- Distichodus rostratus

## E
- Epiplatys bifasciatus bifasciatus
- Epiplatys spilargyreius

## G
- Garra dembeensis
- Gymnarchus niloticus

## H
- Haplochromis loati
- Hemichromis bimaculatus
- Hemichromis fasciatus
- Hemichromis letourneuxi
- Heterobranchus bidorsalis
- Heterobranchus longifilis
- Heterotis niloticus
- Hippopotamyrus harringtoni
- Hippopotamyrus pictus
- Hydrocynus brevis
- Hydrocynus forskahlii
- Hydrocynus vittatus
- Hyperopisus bebe bebe

## I
- Ichthyborus besse besse

## K
- Kribia nana

## L
- Labeo coubie
- Labeo forskalii
- Labeo meroensis
- Labeo niloticus
- Labeo parvus
- Lates niloticus
- Leptocypris niloticus

## M
- Malapterurus electricus
- Malapterurus minjiriya
- Marcusenius cyprinoides
- Marcusenius macrolepidotus macrolepidotus
- Micralestes acutidens
- Micralestes elongatus
- Mochokus brevis
- Mochokus niloticus
- Mormyrops anguilloides
- Mormyrus caschive
- Mormyrus hasselquistii
- Mormyrus kannume
- Mormyrus niloticus

## N
- Nannaethiops bleheri
- Nannocharax niloticus
- Neolebias trewavasae
- Nothobranchius virgatus

## O
- Oreochromis aureus
- Oreochromis esculentus
- Oreochromis mossambicus
- Oreochromis niloticus eduardianus
- Oreochromis niloticus niloticus

## P
- Parachanna obscura
- Parailia pellucida
- Petrocephalus bane bane
- Petrocephalus bovei bovei
- Petrocephalus keatingii
- Pollimyrus isidori isidori
- Pollimyrus petherici
- Polypterus bichir bichir
- Polypterus endlicheri endlicheri
- Polypterus senegalus senegalus
- Protopterus aethiopicus aethiopicus
- Protopterus annectens annectens
- Pseudocrenilabrus multicolor multicolor

## R
- Raiamas senegalensis

## S
- Sarotherodon galilaeus galilaeus
- Schilbe intermedius
- Schilbe mystus
- Schilbe uranoscopus
- Siluranodon auritus
- Synodontis batensoda
- Synodontis caudovittata
- Synodontis clarias
- Synodontis euptera
- Synodontis filamentosa
- Synodontis frontosa
- Synodontis khartoumensis
- Synodontis membranacea
- Synodontis nigrita
- Synodontis schall
- Synodontis sorex

## T
- Tetraodon lineatus
- Thoracochromis wingatii
- Tilapia zillii

## X
- Xenomystus nigri[1]